# A jóság hatalma
A jóság hatalma (eredeti címe: A Force For Good: The Dalai Lama's Vision for Our World) című könyvben a 14. dalai láma, Tendzin Gyaco régi jó barátja Daniel Goleman, a New York Times bestseller írója foglalja össze, hogy a tibeti buddhista mester mit tanácsol az együttérzésből fakadó energia felhasználására. Az inspiráló könyv egyedülálló módszert kínál a világ átalakítására praktikus és pozitív módon. A dalai láma jóval több, mint a tibeti buddhizmus kiemelkedő alakja, emellett futurista is, aki pontosan tisztában van az aktuális világeseményekkel és társadalmi témákkal. A világ bármely országában fellép a színpadon, az emberek meghallgatják őt. A könyv egyesíti a dalai láma fő elképzeléseit, az empirikus tapasztalatokat, és emberek történeteit, akik a valóságban is alkalmazzák az elméleti tanításait. A könyvben útmutatás szerepel és motivációs erő, hogy képesek lehessünk megtörni a korrupció, az előítélet és a csalás romboló társadalmi erejét, hogy újrafókuszálással és az összes élőlény irányába átalakított törődésünkkel meggyógyítsuk a bolygónkat, hogy a szisztematikus egyenlőtlenség tendenciáját átalakítsuk felelősségre vonhatósággá, hogy az erőszakot átalakítsuk párbeszéddé, hogy a „mi és ők” gondolkodás helyett az emberiség egységében gondolkodhassunk, hogy új gazdasági rendszert alkothassunk, amely mindenki számára előnyös, nem csupán a gazdagok számára, és hogy újra tervezhessük a közoktatást, amelyben szerepel az empátia, az önképzés és az erkölcs oktatása.

## Magyarul
- Daniel Goleman: A jóság hatalma. A dalai láma látomása az emberiségről; ford. Tóth Zsuzsanna; Libri, Bp., 2015